# Lista de distritos do Amapá

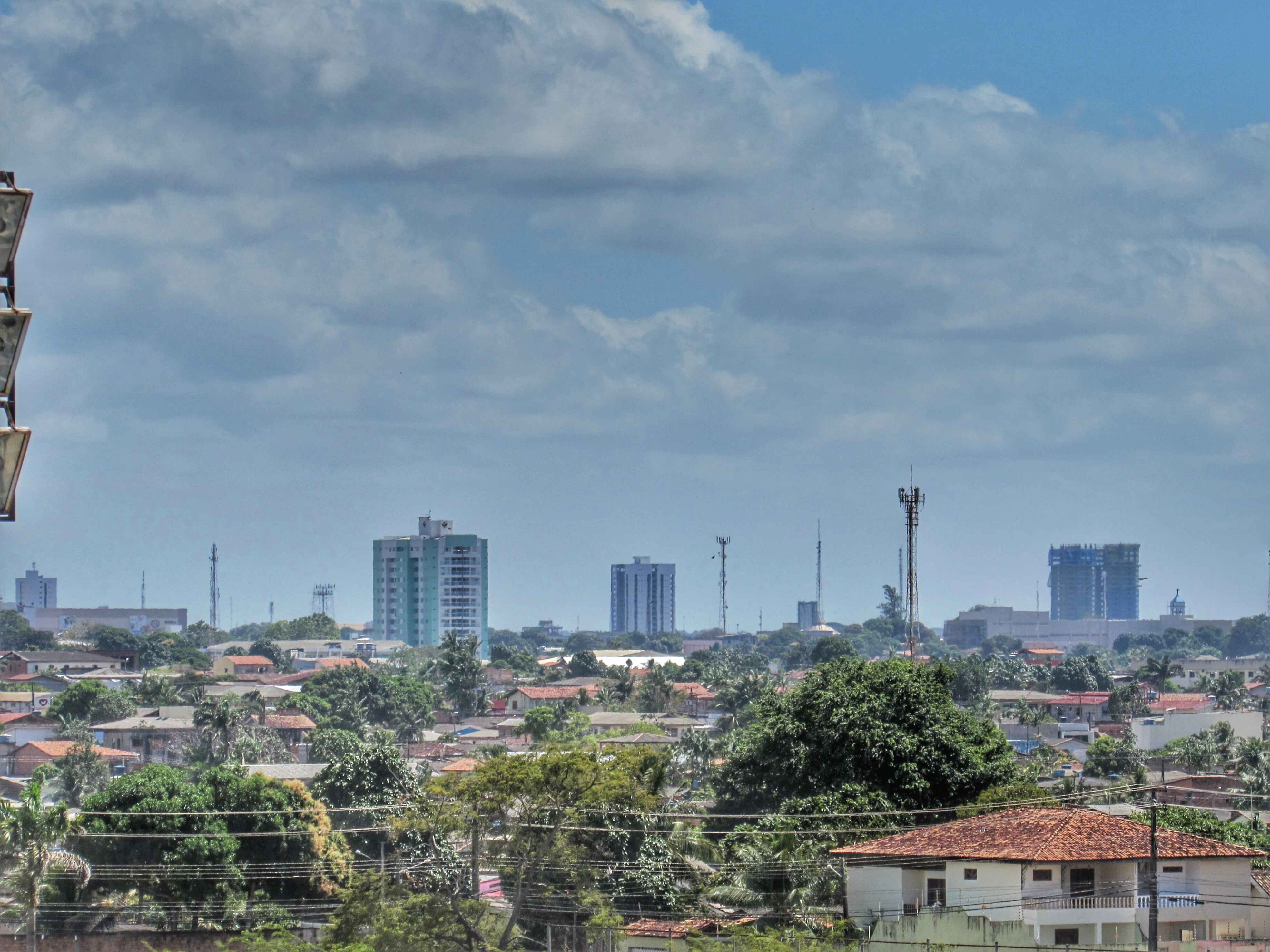
O distrito-sede de Macapá é o distrito mais populoso do Amapá. Na imagem, uma vista parcial da cidade.

Essa é a lista de distritos do Amapá, que são uma divisão oficial dos municípios que compõem a unidade federativa brasileira supracitada, localizada na Região Norte do país. O estado é composto por 16 municípios, sendo que do total 7 eram divididos em distritos. Os 9 restantes eram formados por apenas 1 distrito, o chamado distrito-sede. Ao todo, existiam 18 distritos (34 incluindo as sedes) em 2022. As divisões enquadradas em ambos os casos estão presentes na lista, em conformidade com dados dos censos demográficos realizados pelo Instituto Brasileiro de Geografia e Estatística (IBGE).
De acordo com a lei complementar nº 1 de 17 de março de 1992, qualquer alteração distrital feita no estado do Amapá deve ser aplicada através de leis municipais. Segundo o IBGE em 2022, o distrito mais populoso do Amapá era o distrito-sede de Macapá, a capital estadual, que contava com 410 095 habitantes. Excluindo as sedes municipais, a maior população era a de Fazendinha, outro distrito de Macapá, que tinha 17 942 habitantes. Por outro lado, a menor população era a de Piaçacá, situado em Santana, que possuía 418 moradores.

## Distritos do Amapá
| Município               | Distrito                                | Código IBGE | Habitantes (2022) | Domicílios particulares (2022) | Data de criação        |       |                       |           |       |       |   |
| ----------------------- | --------------------------------------- | ----------- | ----------------- | ------------------------------ | ---------------------- | ----- | --------------------- | --------- | ----- | ----- | - |
| Município               | Distrito                                | Código IBGE | Habitantes (2022) | Domicílios particulares (2022) | Data de criação        | Amapá | Amapá (distrito-sede) | 160010505 | 7 454 | 1 931 | - |
| Sucuriju                | 160010515                               | 489         | 124               | 22 de dezembro de 1956         |                        | Amapá |                       |           |       |       |   |
| Calçoene                | Calçoene (distrito-sede)                | 160020405   | 7 324             | 1 837                          | -                      |       |                       |           |       |       |   |
| Calçoene                | Cunani                                  | 160020410   | 917               | 265                            | 22 de dezembro de 1956 |       |                       |           |       |       |   |
| Calçoene                | Lourenço                                | 160020415   | 2 371             | 676                            | 22 de dezembro de 1956 |       |                       |           |       |       |   |
| Cutias                  | Cutias (distrito-sede)                  | 160021205   | 4 461             | 1 156                          | -                      |       |                       |           |       |       |   |
| Ferreira Gomes          | Ferreira Gomes (distrito-sede)          | 160023805   | 6 666             | 1 796                          | -                      |       |                       |           |       |       |   |
| Itaubal                 | Itaubal (distrito-sede)                 | 160025305   | 5 599             | 1 361                          | -                      |       |                       |           |       |       |   |
| Laranjal do Jari        | Laranjal do Jari (distrito-sede)        | 160027905   | 35 114            | 10 331                         | -                      |       |                       |           |       |       |   |
| Macapá                  | Bailique                                | 160030310   | 7 239             | 1 738                          | Antes de 1936          |       |                       |           |       |       |   |
| Macapá                  | Carapanantuba                           | 160030311   | 1 932             | 490                            | Antes de 2005          |       |                       |           |       |       |   |
| Macapá                  | Fazendinha                              | 160030312   | 17 942            | 4 724                          | Antes de 1988          |       |                       |           |       |       |   |
| Macapá                  | Macapá (distrito-sede)                  | 160030305   | 410 095           | 115 107                        | -                      |       |                       |           |       |       |   |
| Macapá                  | São Joaquim do Pacuí                    | 160030324   | 5 725             | 1 423                          | 31 de agosto de 1981   |       |                       |           |       |       |   |
| Mazagão                 | Carvão                                  | 160040208   | 1 539             | 380                            | Antes de 1995          |       |                       |           |       |       |   |
| Mazagão                 | Mazagão (distrito-sede)                 | 160040205   | 11 634            | 2 924                          | -                      |       |                       |           |       |       |   |
| Mazagão                 | Mazagão Velho                           | 160040215   | 8 751             | 2 017                          | Antes de 1960          |       |                       |           |       |       |   |
| Oiapoque                | Clevelândia do Norte                    | 160050110   | 467               | 133                            | 15 de dezembro de 1951 |       |                       |           |       |       |   |
| Oiapoque                | Oiapoque (distrito-sede)                | 160050105   | 24 325            | 6 318                          | -                      |       |                       |           |       |       |   |
| Oiapoque                | Vila Brasil                             | 160050120   | 447               | 142                            | 2000                   |       |                       |           |       |       |   |
| Oiapoque                | Vila Velha                              | 160050115   | 2 243             | 448                            | 15 de dezembro de 1951 |       |                       |           |       |       |   |
| Pedra Branca do Amapari | Pedra Branca do Amapari (distrito-sede) | 160015405   | 12 847            | 3 290                          | -                      |       |                       |           |       |       |   |
| Porto Grande            | Porto Grande (distrito-sede)            | 160053505   | 17 848            | 5 012                          | -                      |       |                       |           |       |       |   |
| Pracuúba                | Pracuúba (distrito-sede)                | 160055005   | 3 803             | 913                            | -                      |       |                       |           |       |       |   |
| Santana                 | Anauerapucu                             | 160060007   | 1 368             | 352                            | Antes de 2001          |       |                       |           |       |       |   |
| Santana                 | Igarapé do Lago                         | 160060010   | 812               | 241                            | 17 de dezembro de 1987 |       |                       |           |       |       |   |
| Santana                 | Ilha de Santana                         | 160060015   | 3 917             | 999                            | 17 de dezembro de 1987 |       |                       |           |       |       |   |
| Santana                 | Piaçacá                                 | 160060020   | 418               | 135                            | Antes de 2001          |       |                       |           |       |       |   |
| Santana                 | Pirativa                                | 160060023   | 976               | 257                            | Antes de 2001          |       |                       |           |       |       |   |
| Santana                 | Santana (distrito-sede)                 | 160060005   | 100 127           | 26 810                         | -                      |       |                       |           |       |       |   |
| Serra do Navio          | Cachaço                                 | 160005510   | 898               | 255                            | Antes de 1995          |       |                       |           |       |       |   |
| Serra do Navio          | Serra do Navio (distrito-sede)          | 160005505   | 3 775             | 1 109                          | -                      |       |                       |           |       |       |   |
| Tartarugalzinho         | Tartarugalzinho (distrito-sede)         | 160070905   | 12 945            | 3 321                          | -                      |       |                       |           |       |       |   |
| Vitória do Jari         | Vitória do Jari (distrito-sede)         | 160080805   | 11 291            | 3 006                          | -                      |       |                       |           |       |       |   |